# Pseudomaso longipes
Pseudomaso longipes là một loài nhện trong họ Linyphiidae.
Loài này thuộc chi Pseudomaso. Pseudomaso longipes được George Hazelwood Locket & Anthony Russell-Smith miêu tả năm 1980.